# Arnoldo di Guascogna
Arnoldo (... – 864) fu duca di Guascogna dall'855 alla sua morte.

## Origine
Secondo l'Ex historia translatione reliquarum S. Faustae era figlio del conte di Poitiers e poi d'Angoulême Emenone († 866) e di Sancha di Guascogna, figlia del duca di Guascogna Sancho I e della moglie di cui non si conoscono né il nome né gli ascendenti..
Di Emenone di Poitiers non si conoscono gli ascendenti.

## Biografia
Quando Ludovico il Pio invase il Poitou e scacciò dalla contea suo padre Enemone e suo zio Bernardo, probabilmente Arnoldo li seguì in Angoulême.
Nell'855, alla morte dello zio Sancho II, gli subentrò nel titolo di duca di Guascogna (in principatum successerat), continuando la politica dello zio di lealtà nei confronti dei re d'Aquitania, Carlo il Calvo e poi il figlio, Carlo il Bambino, appoggiandoli nella lotta contro l'ex re d'Aquitania, Pipino II ed i suoi alleati Normanni, che secondo l'Ex historia translatione reliquarum S. Faustae, si erano spinti sino nelle zone di Saintes e di Bordeaux,
Nell'863 il re di Francia Carlo il Calvo, gli concesse il titolo di conte di Bordeaux.
Arnoldo trovò la morte proprio combattendo contro i Normanni, nell'864, senza lasciare eredi. Gli succedette il cugino Sancho Menditarrat.

## Discendenza
Di Arnoldo non si conosce alcuna discendenza.

### Fonti primarie
- (LA)  Ademarus Engolismensis Historiarum.
- (LA)  Rerum Gallicarum et Francicarum Scriptires, tomus VII.

### Letteratura storiografica
- René Poupardin, "Ludovico il Pio", cap. XVIII, vol. II (L'espansione islamica e la nascita dell'Europa feudale) della Storia del Mondo Medievale, pp. 558–582.